# Riccardo (vescovo di Novara)
Riccardo (Novara, ... – Novara, 25 luglio 1123) è stato un vescovo cattolico italiano.

## Biografia
Riccardo era probabilmente di origine novarese e la documentazione dell'archivio della cattedrale lo definisce episcopus nobilis ac prudens.
Fu eletto arcidiacono della Cattedrale di Novara nel 1112 e il 2 settembre 1116 venne eletto vescovo di Novara e già dal 3 novembre 1119 sottoscrisse una sentenza emanata dall'arcivescovo di Milano Giordano in una causa che aveva intentato contro i decumani e i cappellani della città.
Nel 1123 viene ricordato per aver ottenuto la delega pontificia per la canonizzazione di Bernardo di Mentone.
Morì a Novara il 25 luglio 1123.